# Венгрия на зимних Олимпийских играх 1936
Венгрия принимала участие в Зимних Олимпийских играх 1936 года в Гармиш-Партенкирхене (Германия) в четвёртый раз за свою историю, и завоевала одну бронзовую медаль.

## Медалисты
| Медаль | Спортсмен                  | Вид спорта       | Дисциплина |
| ------ | -------------------------- | ---------------- | ---------- |
| Бронза | Эмилия Роттер Ласло Соллаш | Фигурное катание | Пары       |

## Состав сборной
Сборную страны представляли 22 мужчины и 3 женщины.
Самой младшей участницей сборной была 14-летняя фигуристка Эва Ботонд, самым старшим участником - 42-летний хоккесист Матиаш Фаркаш. 

## Результаты

### Конькобежный спорт
Забеги прошли на льду озера Рисерзе, на высоте 785 м над уровнем моря.
Мужчины
| Дистанция | Спортсмен     | Результат | Результат |
| Дистанция | Спортсмен     | Время     | Место     |
| --------- | ------------- | --------- | --------- |
| 1500 м    | Ласло Хидвеги | 2:29,0    | ~25       |
| 5000 м    | Ласло Хидвеги | 8:53,2    | 17        |
| 10000 м   | Ласло Хидвеги | 18:04,0   | 14        |

### Лыжное двоеборье
Соревнования проходили только в личном первенстве: 12 февраля участники пробежали на лыжах 18-километровую трассу (в рамках соревнований по лыжным гонкам), а 13 февраля соревновались в прыжках с трамплина (отдельно от соревнований по прыжкам с трамплина).
Венгрию в этом состязании представляли Ласло Салаи и Кароли Ковари

### Хоккей
Турнир проводился в три этапа. На первом этапе команды были разделены на 4 группы, по две сильнейшие выходили в следующий этап. Венгерская сборная попала в группу "C", где заняла  2 место и вышла во второй этап. Во втором этапе она попала в группу "A" с сильнейшими игроками, где заняла 4 место, не выиграв ни одного матча. В общем зачёте венгерские хоккеисты разделили 6/7 места с австрийской сборной. 

## Галерея

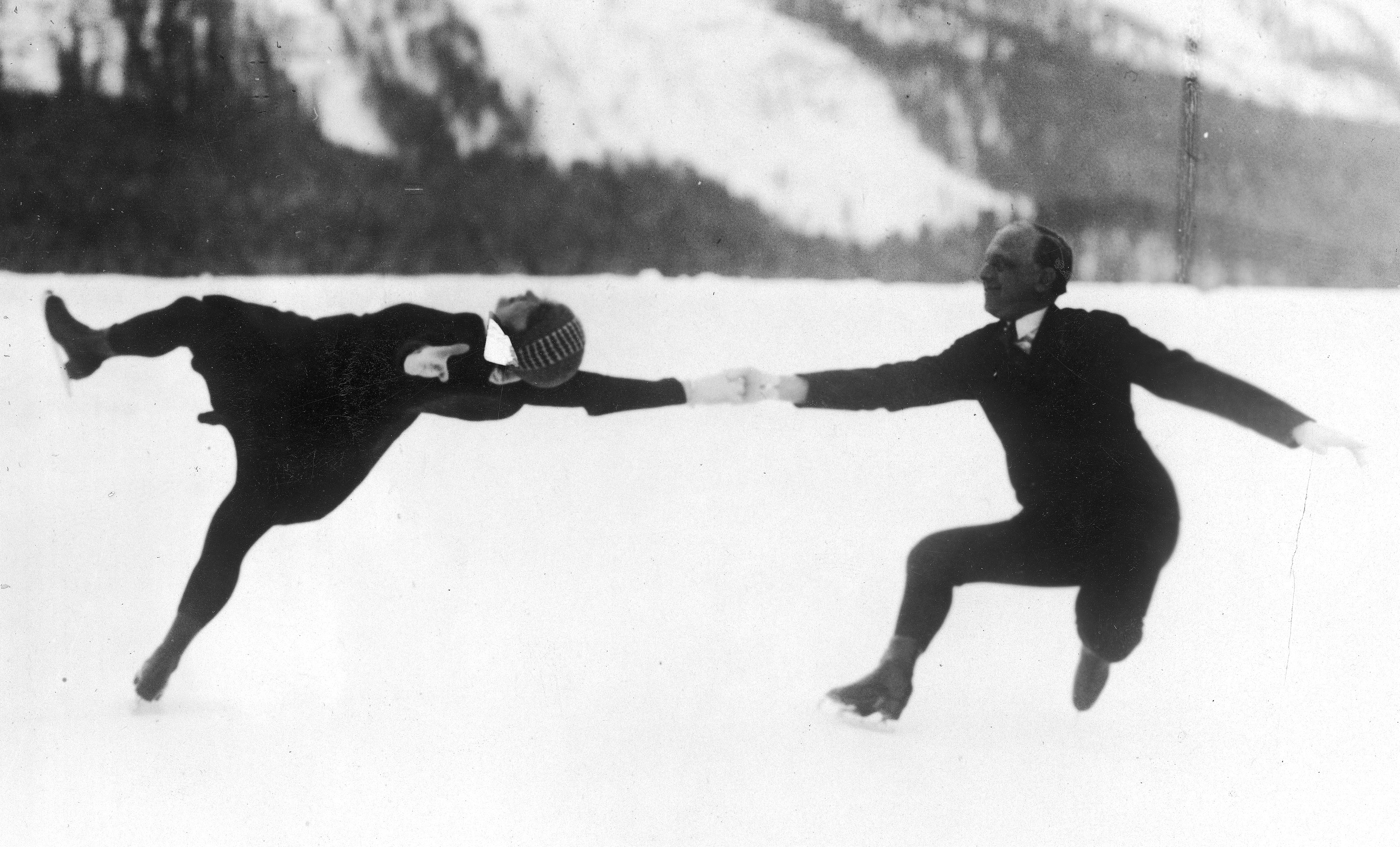
Тодес в исполнении Ольги Оргоништа и Шандора Салаи
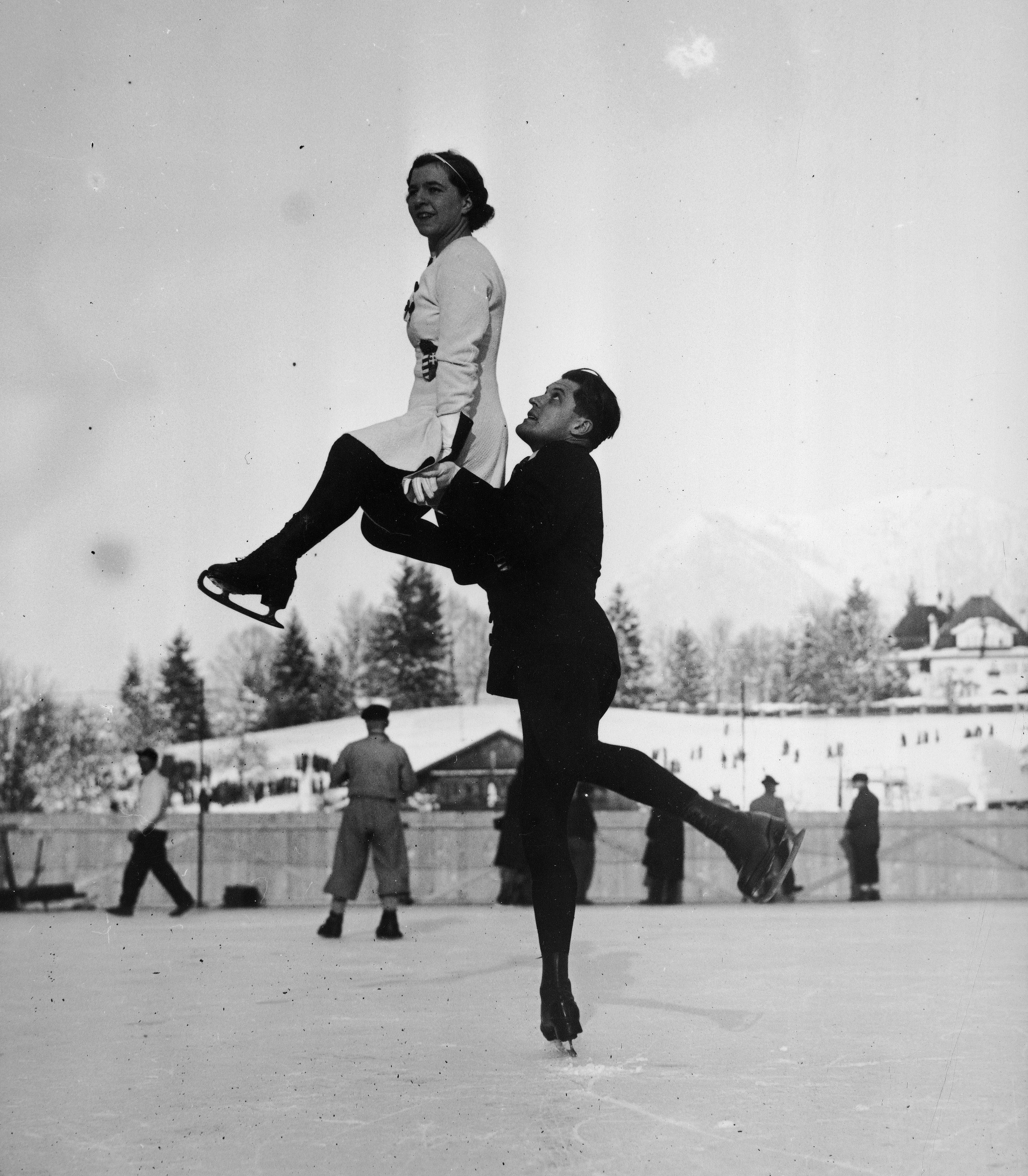
Поддержка в исполнении Эмилии Роттер и Ласло Соллаша